# Pedicia (Pedicia) subobtusa
Pedicia (Pedicia) subobtusa is een tweevleugelige uit de familie Pediciidae. De soort komt voor in het Nearctisch gebied.